# Wormslangen
Wormslangen (Typhlopidae) zijn een familie van slangen (Serpentes).
Wormslangen hebben een wereldwijde verspreiding, een typische wormslang is de slanke wormslang (Typhlops vermicularis), de enige vertegenwoordiger die onder andere in Europa voorkomt. Alle soorten leven op of in de bodem en leiden een gravend bestaan, hun lichaam is hierop goed aangepast.
De schubben vormen een stevig pantser en de ogen en neusgaten zijn verborgen om te voorkomen dat er zandkorrels in komen. De meeste soorten blijven klein en worden enkele decimeters lang, wormslangen hebben een dun en langwerpig lichaam.
Wormslangen lijken uiterlijk meer op een regenworm dan op een slang, al zijn veel soorten gepigmenteerd en heel donker van kleur. Wormslangen leven van zeer kleine ongewervelde dieren. Van veel soorten is bekend dat ze in mierennesten en termietenheuvels leven. Wormslangen kunnen levendbarend zijn of eieren afzetten. De eieren zijn vaak langwerpig van vorm.

## Naamgeving

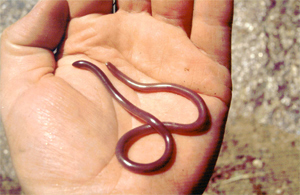
Wormslangen lijken op regenwormen, afgebeeld is de slanke wormslang (Typhlops vermicularis).

De wormslangen werden voor het eerst beschreven als aparte groep door Merrem in 1820. De groep is ook beschreven onder de wetenschappelijke namen Typhlopina en later Typhlopsidae. Deze namen zijn echter al spoedig na publicatie verworpen en worden in de literatuur zelden gebruikt. De wetenschappelijke naam Typhlopidae betekent vrij vertaald blinde ogen; τυφλός, tuphlos betekent 'blind en οψ, ops betekent 'oog' of 'zicht'.
Wormslangen danken hun Nederlandstalige naam aan hun sterk op wormen gelijkende uiterlijk. Ook in andere talen worden dergelijke namen gebruikt, zoals het Zweedse maskormar en het Noorse ormeslanger, dat beide wormslangen betekent.
In de Engelse en Duitse taal worden wormslangen blind snakes respectievelijk blindschlangen genoemd (blinde slangen). De naam worm snakes (wormslangen) wordt in de Engelse taal gebruikt voor de familie Leptotyphlopidae. Deze familie wordt in de Nederlandse taal aangeduid met draadwormslangen.
In het Papiaments worden deze slangen "bichi di dos kabes" (vertaald: worm met twee koppen) genoemd.

## Verspreiding en habitat
Wormslangen komen voor in delen van Australië, zuidelijk Azië, centraal en zuidelijk Afrika inclusief Madagaskar, delen van Zuid-, Midden- en Noord-Amerika en de Caraïben en ten slotte in oostelijk Europa.
De verschillende soorten en geslachten hebben vaak een sterk afwijkende grootte van het verspreidingsgebied. De soort Typhlops reuteri bijvoorbeeld is alleen te vinden op het eiland Nosy Be, een klein vulkanisch eiland ten noorden van Madagaskar. Verschillende andere soorten hebben zich verspreid naar relatief afgelegen eilanden. De gewone wormslang (Indotyphlops braminus) daarentegen is over vrijwel de gehele wereld verspreid. Dit komt omdat de slang is meegelift in bloempotten bij de internationale handel in planten.
De verschillende groepen wormslangen hebben vaak ieder een eigen verspreidingsgebied. Een voorbeeld zijn de soorten uit het geslacht Ramphotyphlops, die vrijwel allemaal in Australië voorkomen. Soms overlapt het verspreidingsgebied en kunnen verschillende groepen door elkaar worden gevonden.
De meeste soorten leven in tropische gebieden tot streken waar een gematigd klimaat heerst. In westelijke Europese landen zoals België en Nederland komen geen wormslangen voor; het is hier te koel voor de dieren. De habitat bestaat uit zanderige gronden waarin de slangen kunnen graven. Ze houden zich ook op in de tunnels van mieren en termieten, rottend hout, spleten in de bodem en holen van andere insecten.

## Uiterlijke kenmerken
Wormslangen lijken meer op regenwormen dan op slangen door het langwerpige en relatief dunne lichaam, de meeste soorten worden tot enkele decimeters lang. De kop is moeilijk van de staart te onderscheiden en de ogen zijn zeer klein, daarnaast is de lichaamskleur is vaak roze tot rood of zwart, wat de gelijkenis met wormen nog versterkt.

### Kop

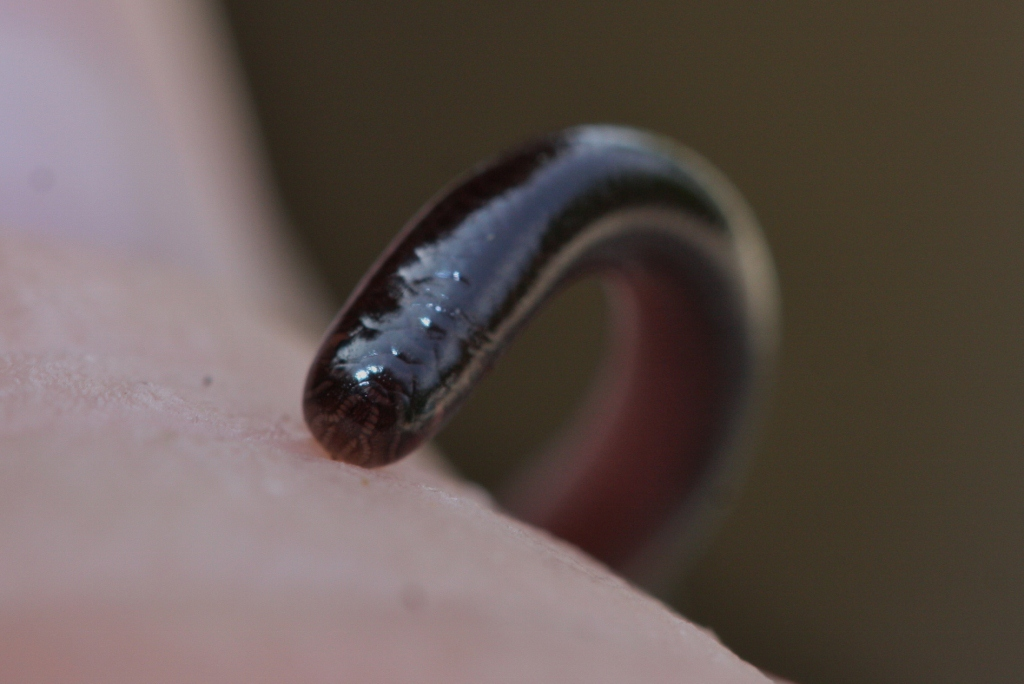
Kop van de gewone wormslang (Indotyphlops braminus), de vlekkerige klieren aan de voorzijde van de kop scheiden een talgachtige substantie uit.

Wormslangen hebben een vrij kleine, spatelachtige kop die niet alleen dorsaal is afgeplat maar ook relatief smal is. De vorm van de kop kan sterk verschillen, een aantal soorten heeft vanaf de zijkant bezien een afgeronde kop, andere soorten hebben een meer driehoekig profiel en weer andere hebben een in een punt gekromde snuit, die enigszins doet denken aan een snavel. De neusgaten zijn aan de zijkanten van de kop gelegen en worden deels bedekt door schubben. Hierdoor kan de slang tijdens het ademen geen deeltjes van het substraat inhaleren. Aan de voorzijde van de kop zijn bij veel soorten kleine, in rijen gelegen klieren gelegen. Deze scheiden een talgachtige substantie af.
De kop heeft geen verbrede kaakdelen zoals bij andere slangen voorkomt en ook een insnoering achter de kop ontbreekt altijd. De kop heeft vaak duidelijk zichtbare ogen die echter heel klein zijn en slechts te zien zijn als twee kleine, donkere puntjes. De ogen zijn bedekt met een half doorzichtige schub, wat het gevolg is van degeneratie. Wormslangen hebben vanwege hun grotendeels ondergrondse levenswijze weinig aan ogen. Hierdoor zijn ze steeds kleiner geworden en zijn uiteindelijk verdwenen onder de huid. Wormslangen kunnen met hun gedegenereerde ogen wel het verschil tussen licht en donker zien.
Wormslangen hebben een kleine bek, de mondopening is van de voorzijde bezien gekromd. De bek is in vergelijking met andere slangen sterk achterwaarts aan de onderzijde van de schedel gepositioneerd. Wormslangen hebben tanden, maar alleen in de bovenkaak, in de onderkaak zijn geen tanden aanwezig. Dit is een belangrijk verschil met de draadwormslangen (Leptotyphlopidae), die juist alleen tanden in de onderkaak hebben. Veel soorten hebben ongeveer drie paar tanden, de tanden zijn scherp en enigszins naar achteren gekromd. Door de gekromde tanden kunnen prooien beter worden geankerd in de bek.

### Lichaam

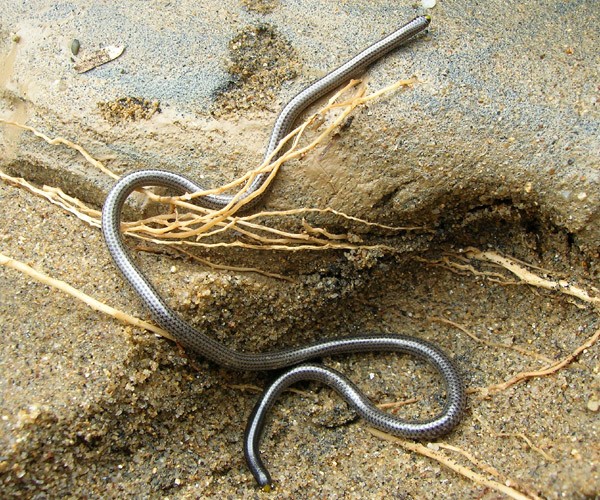
Wormslangen hebben een langwerpig en dun lichaam dat overal even breed is, afgebeeld is de soort Typhlops subcrotillus.

Wormslangen blijven allemaal klein, de grootste soorten behoren tot het geslacht Megatyphlops en worden 70 tot 95 centimeter lang. De meeste soorten echter blijven aanzienlijk kleiner en bereiken een lichaamslengte van 20 tot 50 cm. De kleinere soorten, zoals Typhlops reuteri, worden ongeveer tien cm lang. Het betrekkelijke kleine lichaam van wormslangen hangt samen met de prooien waarop ze jagen, voornamelijk kleine insecten zoals mieren. Naaste en geringe lichaamslengte zijn alle soorten ook relatief dun, de meeste soorten worden maximaal ongeveer zo dik als een vinger tot ongeveer 2,5 centimeter in diameter. Jongere exemplaren hebben een relatief dikker en korter lichaam in vergelijking met oudere exemplaren van dezelfde soort.
Het lichaam van wormslangen is opmerkelijk stijf en onbuigzaam in vergelijking met andere slangen. Wormslangen bewegen zich alleen aan het oppervlak kronkelend voort zoals andere slangen, ondergronds wordt een regenworm-achtige vorm van voortbeweging gebruikt. Wormslagen vertonen sporen van de poten die hun verre -hagedisachtige- voorouders bezaten. Bij de wormslangen zijn de gedegenereerde delen van de heup zichtbaar als een klein botje aan iedere zijde van de staartwortel.
De schubben van wormslangen zijn glad, ze zien eruit alsof ze gepolijst zijn. De schubben zijn naast elkaar gelegen in rijen, het aantal rijen schubben in de lengterichting varieert van 16 tot 24. Binnen een soort is het precieze aantal waarschijnlijk specifiek, al is er een soort bekend met een variabel aantal rijen. De schubben zijn voorzien van een verbrede rand waardoor ze elkaar sterk overlappen, hierdoor zijn de dieren goed beschermd door de gepantserde huid. Door de gladde schubben wordt de weerstand van het lichaam tijdens het graven sterk verlaagd. Aangezien de wormslangen bij het graven in aanraking komen met harde deeltjes in de bodem, zijn de schubben onder een microscoop bekeken voorzien van rafelige randen en vele krassen als gevolg van de frictie met deeltjes in het substraat.
Mannetjes zijn moeilijk van vrouwtjes te onderscheiden, de mannetjes blijven gemiddeld kleiner en hebben een verhoudingsgewijs langere staart dan de vrouwtjes. Wormslangen vervellen op een andere manier dan de meeste slangen. Gedurende de vervelling wordt de huid vaak in één keer afgeworpen bij de slangen. Wormslangen schuiven de oude huid echter in ringen van het lichaam af.

### Staart

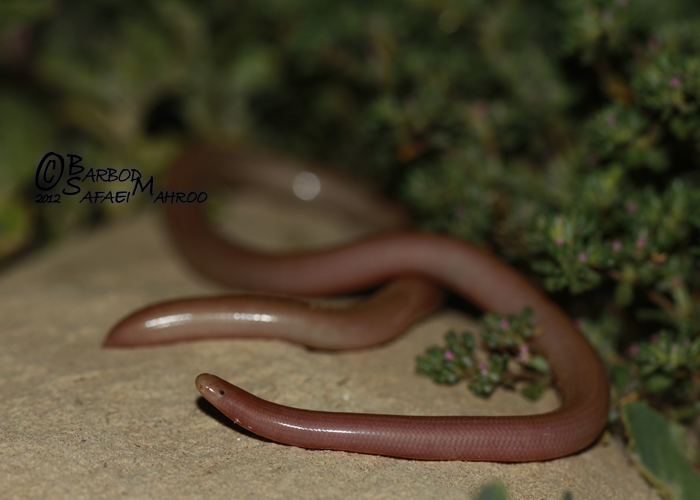
Typhlops wilsoni, met op de achtergrond de stekelige staartpunt.

Bij andere groepen van slangen is de staart ongeveer een derde van de lichaamslengte. De staart van wormslangen is echter relatief kort, en beslaat slechts een klein deel van de totale lichaamslengte.
De staart van slangen is het deel van het lichaam achter de cloaca en is vanaf de bovenzijde vaak niet te zien omdat de cloaca aan de onderzijde gepositioneerd is.
Een ander belangrijk verschil is de vorm van de buikschubben. Bij alle slangen zijn de schubben aan de onderzijde (ventraal) van het lichaam, de buikschubben, sterk vergroot en de schubben zijn in de lengterichting gezien erg breed en zijn duidelijk veel groter dan de schubben aan de rugzijde (dorsaal). Bij de wormslangen echter zijn de schubben aan de buik even groot als alle dorsale schubben.
Het uiteinde van de staart bestaat uit een enkelvoudige, verharde structuur. Deze kan een doornige, puntige vorm hebben, maar bij veel soorten is een afgeronde plaat aanwezig die dient om het achterlijf te beschermen. Het verharde uiteinde van de staart dient om zich af te zetten tegen de ondergrond bij het graven. Bij de soorten met een stekelachtige staartpunt speelt de structuur daarnaast een rol bij de verdediging.

### Onderscheid met andere groepen
Wormslangen lijken veel op andere groepen van kleinere, bodembewonende slangen die eenzelfde lichaamsconfiguratie hebben. Vaak zijn er echter inwendig grote verschillen. Te verwarren zijn bijvoorbeeld de draadwormslangen (Leptotyphlopidae), maar hieraan zijn de wormslangen niet nauw verwant. De bouw van de kaak is hiervan een duidelijk bewijs, wormslangen hebben alleen tanden in de bovenkaak en draadwormslangen hebben tanden in de onderkaak en onregelmatige, tandachtige uitsteeksels in de bovenkaak.
Wormslangen lijken ook enigszins op wormhagedissen. Deze hebben echter altijd segment-achtige groeven over de gehele lichaamslengte waardoor ze nog sterker lijken op regenwormen. Bij de wormslangen ontbreken deze groeven altijd. Wormslangen zijn veel nauwer verwant aan de slangen dan wormhagedissen verwant zijn aan de hagedissen.

## Levenswijze
Wormslangen zijn zonder meestal bodembewonend of terrestrisch en leven op of in de bodem. Van sommige soorten is bekend dat ze waarschijnlijk onder water kunnen foerageren, zoals de soort Ramphotyphlops diversus. Van de gewone wormslang (Indotyphlops braminus) is bekend dat de slang soms in planten als bananenbomen klimt.
Wormslangen zonnen nooit, in tegenstelling tot veel andere slangen. Ze zijn thigmoterm, wat betekent dat ze warmte onttrekken aan hun leefomgeving. Alle soorten leven in vochtige omstandigheden en zijn 's nachts of na een regenbui actief. Hierdoor is de kans op uitdroging klein.

### Voedsel en vijanden

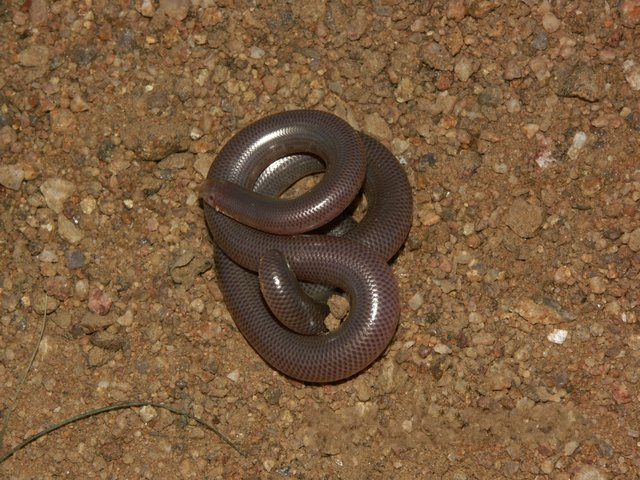
Alle soorten zijn bodembewoners, afgebeeld is Rhinotyphlops lalandei.

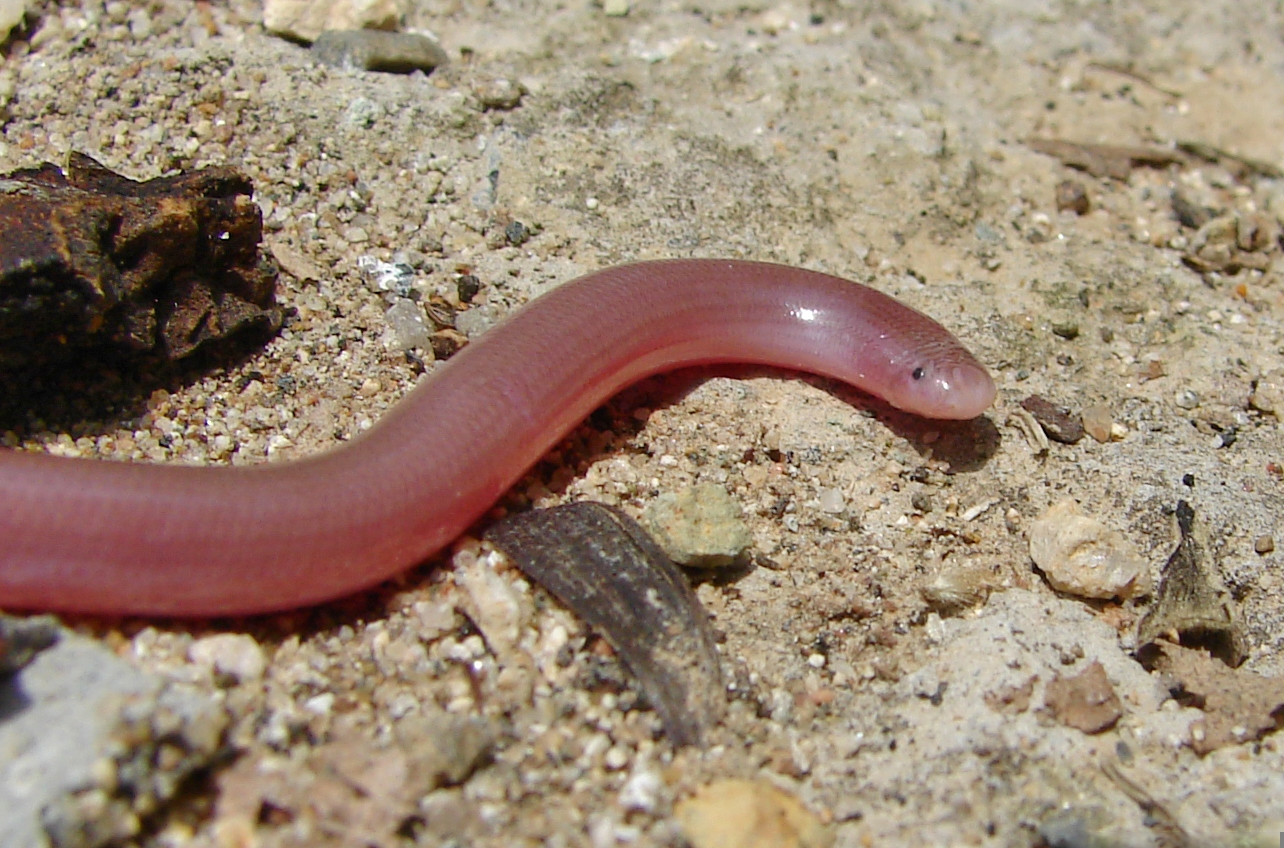
Voorzijde van de slanke wormslang (Typhlops vermicularis).

Wormslangen zijn kleine dieren die navenant kleine prooien eten. Ze leven voornamelijk van kleine insecten en dan met name groepen van insecten die ondergronds in kolonies leven, dus mieren en termieten. In de maag van wormslangen zijn ook kevers, keverlarven, wormen, bloedzuigers en stofluizen. Vooral mieren staan echter op het menu en voornamelijk de larven en de poppen van deze insecten worden gegeten.
De meeste wormslangen zijn zelfs strikt mierenetend, wat formicivoor wordt genoemd.
Het waarnemen van geurdeeltjes, ook wel chemoreceptie, speelt een belangrijke rol bij het zoeken naar voedsel. Van de Australische soort Ramphotyphlops nigrescens is in een laboratorium onderzocht hoe de slangen hun prooi opsporen. Deze wormslang is uitsluitend mierenetend en bleek andere prooien zoals wormen en termieten volledig te negeren. Als de slang echter een looproute van mierensoorten die tot de prooien behoren wordt gevonden, volgt de slang het spoor naar het nest. Het blijkt dat deze soort voornamelijk de sporen volgt van twee soorten mieren die relatief groter worden dan andere mieren en in groepen naar voedsel zoeken.
Zowel 'verse' looproutes van enkele dagen oud als looproutes die al enkele weken worden gebruikt werden gevolgd. Van twee andere soorten mieren, die individueel naar voedsel zoeken en een kleiner lichaam hebben, werden de sporen niet gevolgd. Omdat bekend is dat de slang ook van deze laatste twee soorten de larven en poppen eet, vindt de wormslang de nesten van deze soorten op een andere manier, maar hoe precies is nog niet bekend.
Een aantal soorten mieren die op het menu staan hebben grote kaken of een angel waarmee ze kunnen steken. Toch vallen de mieren de slang niet aan terwijl deze zich voedt met de larven en poppen van de kolonie. Waarschijnlijk geven wormslangen een geurstof af die de mieren rustig maakt zodat ze niet massaal worden aangevallen.
Er is weinig bekend over de vijanden van wormslangen. In Australië worden ze onder andere gedood door wilde katten. Wormslangen kennen geen actieve vorm van verdediging als ze worden bedreigd door vijanden. Als een wormslang wordt opgegraven zal deze proberen zo snel mogelijk de bodem in te vluchten. Als een wormslang wordt aangevallen zal deze een onwelriekende afscheiding uit klieren aan de anus laten lopen om af te schrikken. Van de soort Ramphotyphlops australis is bekend dat de slang piepende geluiden maakt als deze wordt opgepakt.
Voor mensen zijn wormslangen zijn niet gevaarlijk; ze zijn nooit giftig en kunnen een mens niet bijten, daarvoor is hun bek te klein. Sommige soorten hebben een stekelachtige staartpunt die gebruikt wordt bij het graven. Als een slang wordt aangevallen prikt het dier de doornachtige staartpunt in de vijand. In sommige landen worden de slangen onterecht gevreesd door de lokale bevolking omdat ze een giftige 'angel' zouden bezitten.

### Voortplanting en ontwikkeling
Wormslangen houden zich soms in groepen van enkele tientallen individuen op onder objecten zoals stenen. Het zijn echter geen sociale dieren, het feit dat meerdere exemplaren bij elkaar worden aangetroffen is het gevolg van een schaarste aan dergelijke geschikte schuilplaatsen. Alleen in de voortplantingstijd zijn de dieren in koppeltjes te vinden.
Van de gewone wormslang (Indotyphlops braminus) zijn geen mannetjes bekend, het is de enige slang die maagdelijke voortplanting kent waarbij de vrouwtjes zichzelf als het ware klonen.
Wormslangen zijn allemaal eierleggend en zetten de eieren ondergronds af. De embryo's zijn vaak ver ontwikkeld als ze in het ei worden afgezet, enkele soorten zijn eierlevendbarend, waarbij het jong direct na het afzetten van het ei ter wereld komt. Het aantal eieren per legsel hangt sterk af van de grootte van het vrouwtje, er worden tot enige tientallen eitjes per keer afgezet. Van een aantal waarnemingen in het wild is bekend dat de vrouwtjes zich om de pas afgezette eieren heen kronkelen, wat wijst op een vorm van broedzorg.

## Taxonomie en indeling

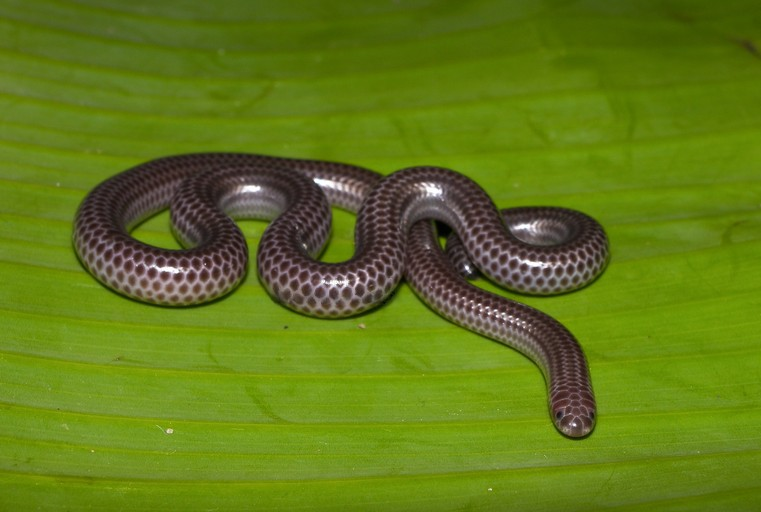
Draadwormslangen lijken sterk op wormslangen, afgebeeld is Leptotyphlops macrolepis.

Veel van de geslachten zijn makkelijk te onderscheiden aan de geografische verspreiding, soorten uit het geslacht Cyclotyphlops bijvoorbeeld komen alleen voor op Sulawesi in Indonesië terwijl soorten uit het geslacht Afrotyphlops in Afrika voorkomen.
Wormslangen vormen een vrij grote familie; er zijn 275 verschillende soorten in achttien geslachten. Drie geslachten zijn monotypisch en worden door slechts een enkele soort vertegenwoordigd.
Het totale soortenaantal wijzigt regelmatig omdat er regelmatig nieuwe soorten worden beschreven. Door onderzoek van de biologen S. Blair Hedges en Richard Thomas werden in 2007 elf nieuwe soorten beschreven die leven op twee Caribische eilanden. De soort Madatyphlops eudelini is voor het eerst wetenschappelijk beschreven in 2021 en wordt in de meeste literatuur nog niet genoemd.
Ook het aantal en de grootte van de geslachten is aan verandering onderhevig. De soorten uit het geslacht Lemuriatyphlops worden niet meer erkend en worden tegenwoordig tot het geslacht Madatyphlops gerekend. De geslachten Amerotyphlops, Antillotyphlops, Cubatyphlops, Indotyphlops, Madatyphlops, Malayotyphlops en Xerotyphlops werden vrij recentelijk (2014) afgesplitst van andere geslachten op basis van nieuwe inzichten. Deze groepen worden in veel literatuur nog niet vermeld. De soort Sundatyphlops polygrammicus werd eveneens in 2014 tot het monotypische geslacht Sundatyphlops gerekend. 
Van veel soorten is nog niet bekend wat de precieze status is als het gaat om de verschillende variaties dan wel ondersoorten. Variaties zijn verschillende kleurvormen binnen een soort die echter verspreid binnen de soort voorkomen. Ondersoorten hebben een wat specifiekere status omdat ze per definitie significant verschillen, vaak hebben ondersoorten binnen een soort ook een specifiek verspreidingsgebied. Van een aantal soorten wormslangen wordt vermoed dat de 'soort' eigenlijk bestaat uit verschillende subtypen die volgens de huidige inzichten tot aparte soorten zouden moeten worden gerekend. Een voorbeeld is de soort Typhlops richardi, die volgens onderzoek op basis van verschillende eigenschappen van lichaamseiwitten in drie verschillende soorten zou moeten worden ingedeeld.

### Onderfamilies en geslachten
Onderstaand een tabel van alle onderfamilies en geslachten, met de auteur, het aantal soorten en het verspreidingsgebied. Zie voor alle soorten wormslangen ook de lijst van wormslangen.
| Naam                                                                                              | Auteur                                                                                           | Aantal soorten                                                                                   | Verspreidingsgebied                                                                              |
| Onderfamilie Afrotyphlopinae Hedges, Marion, Lipp, Marin & Vidal, 2014: 4 geslachten, 72 soorten  | Onderfamilie Afrotyphlopinae Hedges, Marion, Lipp, Marin & Vidal, 2014: 4 geslachten, 72 soorten | Onderfamilie Afrotyphlopinae Hedges, Marion, Lipp, Marin & Vidal, 2014: 4 geslachten, 72 soorten | Onderfamilie Afrotyphlopinae Hedges, Marion, Lipp, Marin & Vidal, 2014: 4 geslachten, 72 soorten |
| ------------------------------------------------------------------------------------------------- | ------------------------------------------------------------------------------------------------ | ------------------------------------------------------------------------------------------------ | ------------------------------------------------------------------------------------------------ |
| Afrotyphlops                                                                                      | Broadley & Wallach, 2009                                                                         | 28                                                                                               | Afrika                                                                                           |
| Grypotyphlops                                                                                     | Duméril en Bibron, 1844                                                                          | 1                                                                                                | Zuid-Amerika (Suriname)                                                                          |
| Letheobia                                                                                         | Cope, 1868                                                                                       | 36                                                                                               | Afrika en zuidoostelijk Europa                                                                   |
| Rhinotyphlops                                                                                     | Fitzinger, 1843                                                                                  | 7                                                                                                | Afrika                                                                                           |
| Onderfamilie Asiatyphlopinae Hedges, Marion, Lipp, Marin & Vidal, 2014: 9 geslachten, 129 soorten |                                                                                                  |                                                                                                  |                                                                                                  |
| Acutotyphlops                                                                                     | Wallach, 1995                                                                                    | 5                                                                                                | Azië                                                                                             |
| Anilios                                                                                           | Gray, 1845                                                                                       | 48                                                                                               | Azië en Australië                                                                                |
| Argyrophis                                                                                        | Gray, 1845                                                                                       | 12                                                                                               | Azië                                                                                             |
| Cyclotyphlops                                                                                     | Bosch & Ineich, 1994                                                                             | 1                                                                                                | India (Sulawesi)                                                                                 |
| Indotyphlops                                                                                      | Hedges, Marion, Lipp, Marin & Vidal, 2014                                                        | 22                                                                                               | Azië                                                                                             |
| Malayotyphlops                                                                                    | Hedges, Marion, Lipp, Marin & Vidal, 2014                                                        | 12                                                                                               | Zuidoost-Azië                                                                                    |
| Ramphotyphlops                                                                                    | Fitzinger, 1843                                                                                  | 22                                                                                               | Azië en Australië                                                                                |
| Sundatyphlops                                                                                     | Schlegel, 1839                                                                                   | 1                                                                                                | Azië                                                                                             |
| Xerotyphlops                                                                                      | Hedges, Marion, Lipp, Marin & Vidal, 2014                                                        | 6                                                                                                | Arabisch Schiereiland, zuidoostelijk Europa, zuidwestelijk Azië en extreem noordoostelijk Afrika |
| Onderfamilie Madatyphlopinae Hedges, Marion, Lipp, Marin & Vidal, 2014: 1 geslacht, 15 soorten    |                                                                                                  |                                                                                                  |                                                                                                  |
| Madatyphlops                                                                                      | Hedges, Marion, Lipp, Marin & Vidal, 2014                                                        | 15                                                                                               | zuidoostelijk Afrika                                                                             |
| Onderfamilie Typhlopinae Merrem, 1820: 4 geslachten, 59 soorten                                   |                                                                                                  |                                                                                                  |                                                                                                  |
| Cubatyphlops                                                                                      | Hedges, Marion, Lipp, Marin & Vidal, 2014                                                        | 12                                                                                               | Caraïben                                                                                         |
| Amerotyphlops                                                                                     | Hedges, Marion, Lipp, Marin & Vidal, 2014                                                        | 15                                                                                               | Noord-, Midden- en Zuid-Amerika                                                                  |
| Antillotyphlops                                                                                   | Hedges, Marion, Lipp, Marin & Vidal, 2014                                                        | 12                                                                                               | Caraïben                                                                                         |
| Typhlops                                                                                          | Oppel, 1811                                                                                      | 20                                                                                               | Caraïben                                                                                         |